# Lestes alfonsoi
Lestes alfonsoi är en trollsländeart som beskrevs av González och Novelo 2001. Lestes alfonsoi ingår i släktet Lestes och familjen glansflicksländor. Inga underarter finns listade i Catalogue of Life.